# Широкое (Белгород-Днестровский район)
Широкое (укр. Широке) — село, относится к Белгород-Днестровскому району Одесской области Украины.
Население по переписи 2001 года составляло 1374 человека. Почтовый индекс — 67764. Телефонный код — 4849. Занимает площадь 4,47 км².

## История
В 1945 г. Указом ПВС УССР село Кебабча переименовано в Широкое.

## Местный совет
67790, Одесская обл., Белгород-Днестровский р-н, с. Широкое, ул. Ленина, 14